# Polyrhachis euryala
Polyrhachis euryala é uma espécie de formiga do gênero Polyrhachis, pertencente à subfamília Formicinae.